# Iotroata spinosa
Iotroata spinosa är en svampdjursart som först beskrevs av William Lundbeck 1905.  Iotroata spinosa ingår i släktet Iotroata och familjen Iotrochotidae. Inga underarter finns listade i Catalogue of Life.